# Чернь (мінералогія)
ЧЕРНЬ – частина назви ряду мінералів, які мають характерне темне забарвлення. Напр., чернь кобальтова, чернь манґанова, чернь мідна, чернь пічна, чернь ртутна, чернь срібна, чернь уранова тощо.
ЧЕРНЬ КОБАЛЬТОВА – те ж саме, що й вад кобальтистий – відміна ваду, що містить до 32% СоО. Див. також вад, асболан.
ЧЕРНЬ МАНҐАНОВА (МАРГАНЦЕВА) – те ж саме, що й вад.
ЧЕРНЬ МАНҐАНОВО-МІДНА, ЧЕРНЬ МАРГАНЦЕВО-МІДНА – колоїдно-дисперсний креднерит.
ЧЕРНЬ МІДНА – відміна ваду, яка містить до 27% CuO.
ЧЕРНЬ ПІЧНА – те ж саме, що й графіт.
ЧЕРНЬ РТУТНА – те ж саме, що метацинабарит.
ЧЕРНЬ СВИНЦЕВА – 1. Церусит. 2. Графіт.
ЧЕРНЬ СРІБНА – суміш мінералів срібла, переважно арґентиту й акантиту. Зустрічається у вигляді порошкуватих й землистих налетів. 
ЧЕРНЬ УРАНОВА – колоїдно-дисперсний продукт зміни ураніту, що містить різні домішки та воду. Форми виділення: сферичні, пухкі, сажисті аґреґати. 